# 노유상
노유상(盧裕相, 1904년 2월 29일~2011년 9월 27일)은 대한민국의 전역한 군인 출신의 인간문화재(국가무형유산 보유자)이며 연날리기 기능보유자였었다.
본관은 교하(交河)이고, 아호(雅號)는 두산(斗山)이며, 대한제국 황해도 장연 출생이다. 어린 시절부터 연날리기를 좋아하였던 그는, 일제 강점기 시대의 경남동래고보 시절이었던 1918년 1월 겨울 방학 당시에는 공교롭게도 경남 부산부에 잠시 있었던, 자신의 지난날의 황해도 장연보통학교 시절의 은사 박근석(朴槿晳)으로부터 연에 대한 비법을 전수받았다. 그 후 1925년 대한독립군에 입대하여, 1928년에 부위 계급으로 전역하였다. 이후 국민정부 시대 대륙 본토 중화민국 장쑤 성 상하이를 떠나 만주의 지린 성 지린으로 건너가 1931년에 한국독립당 행정위원을 잠시 지낸 후 이듬해 1932년에 한국독립당을 탈당하여, 1934년 일제 강점기 시대의 조선 고국 영토의 평안남도의 평양으로 귀국하였고, 그로부터 2년 지난 그 이후 이미 광복 이전의 일제 시대였던 1936년에 경성부로 이주하였으며, 또한 1945년 8월 15일, 광복(8·15 을유 해방)이 도래한 이후에도 서울에서 거주한 그는, 1950년 육사 9기(특9기)로써 육군 대위 계급으로 임관하였고, 한국 전쟁에 참전한 전력이 있으며, 1953년 3월 13일에 29년 연하녀 임수월(林秀月)과 결혼한 그는 1956년 10월 18일을 기하여 육군 중령 계급으로 예편하였다. 이듬해 1957년에 한국독립당 당무위원(1957년 한독당 복당)을 잠시 지냈지만, 1년 후 1958년에 또다시 곧바로 한국독립당을 재차 탈당하였다.
그 후 1992년 한국민속연보존회 회장이 되었으며, 이듬해 1993년 무형문화재 제4호 한국민속연 보유자로 지정되었고, 2000년 12월 8일 이후 공식 은퇴하였다.
2011년 9월 27일, 향년 108세로 별세하였다.

## 가족 관계
- 아내: 임수월(林秀月, 1933년 12월 3일(91세)~ ) ... 1953년 3월 13일 결혼. - 2011년 9월 27일 노유상 선생 하세.
  - 장남: 노성규(盧成圭, 1954년 7월 24일(음력 6월 25일)~2004년 3월 16일(49세)) ... 1978년 1월 1일 결혼. - 2004년 3월 16일 노성규 선생 하세.
    - 손자: 노순(盧純, 1979년 4월 12일(46세)~ ) ... 장남 노성규(盧成圭) 부부의 아들.

  - 차남: 노성도(盧成道, 1958년 7월 13일(66세)~ )
  - 3남: 노성호(盧成浩, 1967년 10월 17일(57세)~ )

## 학력
- 일제 시대 황해 장연보통학교 졸업(1916년 3월)
- 일제 시대 경남 부산동래고등보통학교 전퇴(1920년 3월)→평남 평양고등보통학교 졸업(1922년 3월)
- 일제 시대 평남 진남포상공업학교 공업학과 전문학사(1924년 3월)
- 대한민국 육군사관학교 9기(1950년 2월)
- 대한민국 육군포병학교 졸업(1950년 10월)
- 대한민국 육군헌병학교 졸업(1951년 3월)
- 대한민국 육군공병학교 졸업(1951년 7월)
- 대한민국 육군보병학교 졸업(1951년 11월)

## 여담
예비역 대한민국 육군 중령 출신의 연날리기 민속문화재 기능보유자였던 그는 생전 애창곡이 가곡 《바위 고개》, 동요 《고향의 봄》, 일제 강점기 시대의 대중가요 《황성 옛 터》 등이었다고 전한다.